# Banyuyoso
Banyuyoso is een bestuurslaag in het regentschap Purworejo van de provincie Midden-Java, Indonesië. Banyuyoso telt 759 inwoners (volkstelling 2010).